# Bussero (stacja metra)
Bussero – stacja metra w Mediolanie, na linii M2. Zlokalizowana jest pomiędzy stacjami Villa Pompea, a Cassina de’ Pecchi. Została otwarta w 1972.